# エチオピア1931年憲法
エチオピア帝国憲法（エチオピアていこくけんぽう、アムハラ語: የኢትዮጵያ ኢምፓየር ህገ-መንግስት）は、かつて存在したエチオピア帝国の憲法である。
エチオピア帝国最初の成文憲法である。1931年に制定されたことからエチオピア1931年憲法とも呼ばれる。

## 概要
ハイレ・セラシエが自らの即位時に中世からの最高法規であったフェッチャ・ナガストに代わる近代憲法として制定した。当時エチオピアの知識人から「非西洋文化国が西洋の知識と技術を自らの中に適合させることに成功した好例である」と考えられていた日本の憲法である大日本帝国憲法を基にして作られている。
憲法を英訳したウィリアム・スターンはその前書きで、「この憲法は絶対君主が自らの意思によって主権を臣民に分け与えた歴史上初の例として特筆に値する」としている。

## 歴史

### 制定まで
ハイレ・セラシエの自伝によると、彼がまだ摂政であった時代にすでに、当時の女帝ザウディトゥにこれに似た文章を公布することを求めていたという。しかし、憲法制定に伴い権力を失うことを恐れた大貴族たちが「もしこの憲法が制定されたならば、女王の尊厳と権威が傷つきかねない」と反対した。
その後、ハイレ・セラシエが即位すると憲法制定のための委員会を設立。委員会を指揮するメンバーの中にはヨーロッパ人のガストン・ジェーズやヨハネス・コルモーディンなども含まれていたが、テクレ・ハワリアット・テクレ・マリヤムやゲダム・ウォルデジオージスなど大多数はエチオピア人の知識人であった。中でもテクレ・ハワリアット・テクレ・マリヤムは当時エチオピア国内で「日本化派」を指導しており、大日本帝国憲法を範とする一因となった。
この成果をもとに1931年7月16日、皇帝の同席のもとでエチオピア初の近代憲法が発布された。

### 制定後
まずハイレ・セラシエはこの法的革新の重要性が国内の上下を問わず理解されていないと考え、憲法の意義を説明するために集会を開いた。集会では憲法の主要な著者であるテクレ・ハワリアット・テクレ・マリヤムが文書の内容とその基となった憲法法律の理論も説明し、立憲主義の教育を行った。
制定の数か月後にあたる11月3日、ハイレ・セラシエ自身の皇帝位戴冠式が行われ、ハイレ・セラシエは新憲法に基づく新しい議会を招集した。ハロルド・マーカスは「皇帝ハイレ・セラシエはこの制度が国内に愛国心と団結、社会政治学的な変化を齎すことを期待していた」と述べている。
しかしこうした近代化への努力がなされる中で1935年から始まった第二次エチオピア戦争によりエチオピアはイタリアに併合され、ハイレ・セラシエ自身も亡命するなどエチオピアが激動の時代を迎える。
1941年、連合軍によってエチオピアが解放されると、ハイレ・セラシエはこの憲法を再び制定し、議会が1942年11月2日に召集された。
しかし議会が復活したにもかかわらず、ハイレ・セラシエは多くの法を自身の布告の形で成立させ、議会の権利は1943年4月3日の布告まで認められなかった。最終的にこの憲法はハイレ・セラシエの即位25周年にあたる1955年に新しく布告されたエチオピア1955年憲法によって廃された。

## 特徴
大日本帝国憲法を範にしており、皇統の神聖性、「皇帝の地位は神聖なものであり、その尊厳は不可侵なものであり、そしてその権限は明白なものである」とした第1章5項など皇帝の権威と権限が強く謳われる。中央や地方の行政、議会、司法、軍隊のすべての権限は皇帝から与えられたものとなった。これは従来地方の権限が強かったエチオピアにおいて国家の運営基盤を皇帝と中央に集中させる狙いがあった。
文章としては7章55項からなるシンプルなものである。以下に各章の概要を示す。
第1章：エチオピア帝国と帝位の継承
5つの条項からなり、エチオピアが「エルサレムの王ソロモンとエチオピアのシバの女王の息子、メネリク1世の王朝から間断なく続く系列のサフレ・セラシエ王の子孫、ハイレ・セラシエ皇帝陛下の領土」であることが述べられ、帝室の継承がハイレ・セラシエの系列によってなされることを定めている。
第2章：皇帝の権限及び大権
12の条項からなり、皇帝の権限について定めている。
第3章：皇帝によって国民に属すものと認められた権利と国民の負う義務
12の条項からなり、「法規」はエチオピアの国民となるための条件と国民の義務について定めるものであると定めている。また、「法律において定める場合を除き（25-27項）」、それらが「戦争や天災などが国民の権利を脅かす場合、皇帝が自らの最高権力によって講じる処置を制限することがない限り（29項）」において国民が享受できる権利も定めている。
第4章：帝国の議会
18の条項からなり、二院制の議会を定めている。これによってエチオピアに正式な立法組織が初めて成立した。下院は人民が選挙によって自ら決定できるようになるまで当面の間貴族（メクアネント）と地方の土豪（シュモック）から選ばれ、上院は皇帝が直接任命する。
第5章：帝国の大臣
2つの条項からなり、1908年にメネリク2世によって確立された国家行政の執行組織たる大臣の責務について定めている。
第6章：司法権
5つの条項からなり、司法権について定めている。54条は特別法廷について定めており、1906年に締結された外国人の治外法権を定めるクロブコウスキー条約に則って当該国の外国人をエチオピアの法と司法制度から除外している。
第7章：帝国政府の予算
1つの条項からなり、政府の資金の使途を監督する大蔵省が年間予算を設定することを定めている。